# Oscar Ángel Palavecino
Oscar Ángel Palavecino (nacido en Resistencia el 30 de julio de 1948 - fallecido el 7 de agosto de 2020) fue un exfutbolista argentino y actual entrenador. Jugaba como delantero y debutó en Chaco For Ever.

## Carrera
Desempeñándose como puntero derecho, llegó al fútbol grande de Argentina jugando los torneos Nacionales para Chaco For Ever. Luego de un paso por Independiente Rivadavia de Mendoza, club con el que ganó la liga mendocina en 1976 y fue goleador de la misma, fue contratado por Rosario Central, donde jugó 65 encuentros y marcó 20 goles en una temporada y media. Su partido debut con los canallas fue en la jornada inicial del Nacional 1976, cuando el conjunto entrenado por Alfio Basile derrotó 2-1 a Unión de Santa Fe con dos tantos de Osvaldo Potente, en cotejo disputado el 12 de septiembre. Habitual titular en el onceno auriazul, fue acompañado en la ofensiva por jugadores como Luis Andreuchi, Raúl Agüero, Miguel Ángel Benito y el brasileño Jair de Jesús Pereira. Se destacan sus actuaciones en partidos tales como la victoria ante San Lorenzo de Almagro 4-3 como visitante el 30 de octubre de 1977 convirtiendo tres goles, así también la victoria ante Boca Juniors 1-0 como local el 21 de diciembre del mismo año, marcando el único gol del encuentro.
Prosiguió su carrera en Platense (1978), Liga de Quito (1978), Instituto de Córdoba (dos etapas: 1979-1981 y 1982), Guaraní Antonio Franco (1982) y Unión (General Pinedo) (1983-1984).  Con este último equipo marcó dos goles en el debut del club por Primera División de Argentina, cuando el 19 de febrero de 1984 empató 3-3 ante San Martín de Mendoza por el Nacional de ese año.

### Como entrenador
Su logro más relevante en esta función fue haberse consagrado campeón del Campeonato Nacional B 1988-89 con Chaco For Ever, obteniendo también el ascenso a Primera División.
Luego entrenó a equipos del Norte argentino, tales como Sol de América de Formosa, Independiente de Fontana y Cooperativa Las Breñas. El 1 de agosto de 2019 asume como Mánager del Club Atlético Huracán de Las Breñas.

## Clubes como futbolista
| Club                                  | País      | Año       |
| ------------------------------------- | --------- | --------- |
| Chaco For Ever                        | Argentina | 1973-1974 |
| Independiente Rivadavia               | Argentina | 1975-1976 |
| Rosario Central                       | Argentina | 1976-1977 |
| Platense                              | Argentina | 1978      |
| Liga Deportiva Universitaria de Quito | Ecuador   | 1978      |
| Instituto                             | Argentina | 1979-1981 |
| Guaraní Antonio Franco                | Argentina | 1981/82   |
| Instituto                             | Argentina | 1982      |
| Unión (General Pinedo)                | Argentina | 1983-1984 |

## Palmarés

### Como futbolista
Torneos regionales
| Título           | Equipo                  | Liga      | Año  |
| ---------------- | ----------------------- | --------- | ---- |
| Primera División | Independiente Rivadavia | Mendocina | 1976 |

Distinciones individuales
| Título                  | Equipo                  | País      | Año  |
| ----------------------- | ----------------------- | --------- | ---- |
| Goleador Liga Mendocina | Independiente Rivadavia | Argentina | 1976 |

### Como entrenador
Torneos nacionales
| Título             | Equipo         | País      | Año     |
| ------------------ | -------------- | --------- | ------- |
| Primera B Nacional | Chaco For Ever | Argentina | 1988-89 |